# Byzantsko-arabské války
Byzantsko-arabské války byly sérií vojenských konfliktů mezi arabským chalífátem a Byzantskou říší v období 7–12. století. Počáteční střety se odehrály během prvních arabských tažení pod vedením volených chalífů a Umajjovců a pokračovaly v podobě trvalých pohraničních střetů a nájezdů v podstatě až do počátku křížových výprav. V důsledku toho Byzantinci, sami se považující za Římany (Byzantská říše měla státoprávní kontinuitu s východní částí Římské říše; v muslimských kronikách označovaná jako „Rûm“) utrpěli značné územní ztráty.

Územní expanze arabského chalífátu:
rozsah území za proroka Mohameda, 622-632
rozsah území za volených chalífů, 632–661
rozsah území za dynastie Umajjovců, 661–750

Počáteční konflikt se odehrával v letech 634–717 a skončil druhým arabským obléháním Konstantinopole, které zastavilo mohutný arabský postup do Anatolie. Konflikty pokračovaly v období od 9. století až do roku 1169. Arabská invaze Abbásovců v jižní Itálii nebyla úspěšná, nicméně na Sicílii se Arabové udrželi a zřídili zde Sicilský emirát. Nicméně císařové Makedonské dynastie se vzmohli na ofenzivu proti arabské moci na východě a vojenskou silou znovudobyli rozsáhlé oblasti Sýrie a nakonec smlouvou k říši připojili i Jeruzalém. Emirát s centrem v Aleppu a jeho sousedé se staly vazaly Byzantské říše na východní hranici, kde největší hrozbu představoval stát šíitských Fátimovců a to až do vzestupu seldžuckých Turků, kteří vtrhli na Blízký východ v 11. století, získali zde moc a vytlačili Abbásovce z jejich pozic v Anatolii. Po porážce byzantských armád v bitvě u Mantzikertu roku 1071 pozdější císař Alexios I. požádal o pomocné sbory papeže Urbana II., který tak roku 1095 na Clermontském koncilu vyhlásil první křížovou výpravu.

## Historické pozadí

### Byzantsko-perské války
Protahující a přiostřující se válka v 6 a 7. století zanechala jak Byzantskou říši, tak sásánovskou Persii, vyčerpané a zranitelné tváří v tvář nové hrozbě v podobě arabské expanze. Poslední tři byzantsko-perské války zvítězili Byzantinci: císař Herakleios dobyl nazpět všechna byzantská území zabraná Peršany a v roce 629 navrátil Pravý kříž zpět do Jeruzaléma. Nicméně ani jedna říše nedostala šanci se vzchopit, když se ocitly pod náporem nově islámem sjednocených Arabů, kteří, podle britského historika Jamese Howarda-Johnstona, „mohli být přirovnání k lidskému tsunami“. George Liska dodává: „zbytečně protahovaný byzantsko-perský konflikt islámu otevřel cestu“.

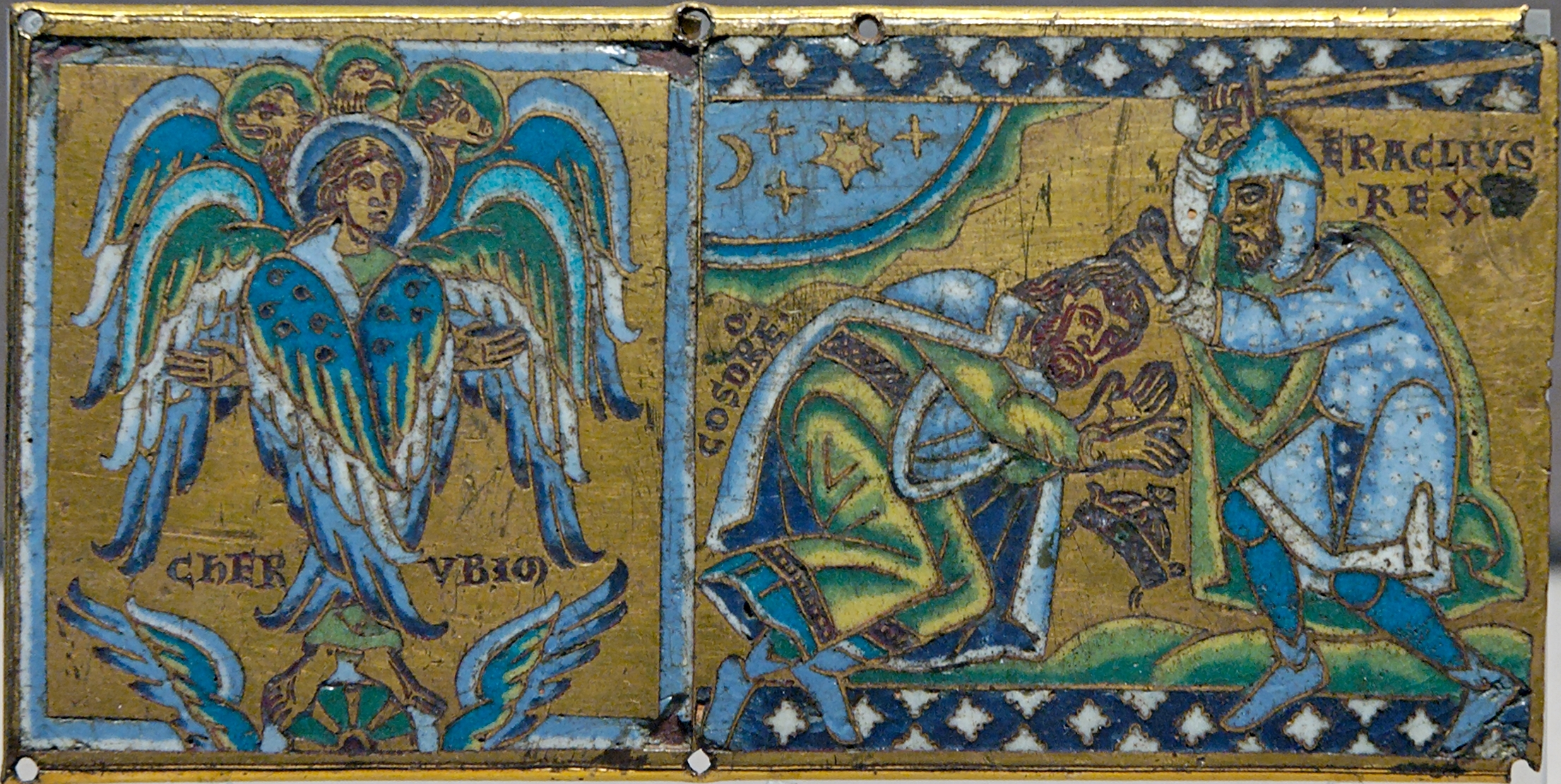
Cherub a Herakleios přijímají pokořeného Chosraua II., plaketa z let 1160-1170, Louvre

### Předmuslimští Arabové a prorok Mohamed
Arabští nomádi, jejichž vlastí byl Arabský poloostrov, představovali pro okolní civilizované státy hrozbu již dlouhou dobu před islámem. Nájezdy a přepady civilizovaných zemí i konkurenčních nomádských kmenů se stalo nedílnou součástí života arabských nomádů. V 5. a 6. století začaly upadat zemědělské arabské státy jižní Arábie a jihoarabské obyvatelstvo se uchýlilo ke kočovnému způsobu života ve středu poloostrova. Přelidnění mělo za následek zintenzivnění arabských nájezdů na perská a byzantská území, na což tyto velmoci reagovaly vybudováním systému nárazníkových arabských křesťanských vazalských států na pomezí Arábie; říše Ghassánovců v Sýrii a Lachmovců v Mezopotámii.
Arabové netvořili jednotný národ, ale existovaly jednotlivé kočující kmeny, v oázách vznikaly osady, mající povahu městských států. Původní náboženství Arabů byl primitivní animismus a jednotlivá božstva, jež každý kmen měl svá vlastní, ale na severu Arábie mělo pevnou pozici křesťanství, na pobřeží Rudého moře poté judaismus a na jihu existovaly vyspělejší formy pohanství.
Jednotu v podobě náboženství dal Arabům až koncem dvacátých let 7. století prorok Mohamed, který roku 630 získal pod svou kontrolu Mekku a posléze sjednotil pod svou vládu divoké kočovné kmeny, což se žádné mocné říši nikdy předtím nepodařilo.

## Počátky konfliktu
Válka začala jako konflikt muslimů s arabskými vazaly Byzantské a Sásánovské říše, křesťanskými státy Ghassánovců a Lachmovců s centrem v al-Híře. Tyto konflikty brzy přerostly v regulérní válku s oběma říšemi, která vyústila v dobytí celé Levanty a Persie muslimskými generály Chálidem ibn al-Valídem a Amrem ibn al-Ásem.
První arabsko-byzantské střety se udály pod Mohamedovým vedením. Jen několik měsíců po dohodě císaře Herakleia a perského generála Šárbaráze o stažení perských jednotek z obsazených byzantských území (629) se soudobé byzantské prameny se zmiňují o bitvě u Mu'ty, nedaleko Mrtvého moře. Byzantinci zde arabské nájezdníky, vedené Mohamedovým nevlastním synem Zajdem bin Hárithem, rozdrtili a Zajda v bitvě zabili. V létě roku 631 stanul Mohamed osobně v čele odvetné výpravy za bitvu u Mu'ty a smrti svého nevlastního syna proti Byzantincům. Nicméně pro velmi horké počasí, podle arabských zpráv až třicetitisícová Mohamedova armáda, dospěla do Tabúku na severozápadě dnešní Saúdské Arábie, kde si Mohamed od zdejších křesťanských a židovských Arabů nechal složit hold a tažení ukončil. Ačkoliv tato výprava nevedla ke k přímě vojenské konfrontaci, z historického hlediska lze tuto výpravu považovat za první arabskou výpravu proti Byzantské říši. Po Mohamedové smrti roku 632 byl vůdcem muslimské obce a Mohamedova politického dědictví zvolen Mohamedův tchán a jeden z jeho nejbližších společníků Abú Bakr, jenž se tak stal prvním voleným chalífou a poté, co potlačil i odpor vzbouřených kmenů proti novému vládci a upevnil tak muslimskou státu napříč poloostrovem, i suverénním vládcem celé Arábie.

### Arabské dobytí Sýrie: 634–638
V Levantě se muslimská vojska utkala s byzantskou armádou, kterou tvořily jak císařské jednotky, tak oddíly postavené z místních obyvatel. Monofyzitští křesťané a Židé v celé Sýrii vítali arabské dobyvatele jako osvoboditele od nenáviděné byzantské nadvlády. Arabské kmeny také měly významné obchodní, kulturní i rodinné vazby na obyvatelstvo úrodného půlměsíce. Východořímský (byzantský) císař Herakleios byl v té době těžce nemocný a nebyl roku 634 schopen se osobně postavit do čela svých vojsk a vzdorovat muslimskému vpádu v Sýrii a Palestině. Ofenzivy proti arabskému vpádu se ujal císařův bratr Theodoros, který byl bitvě poblíž Adžnádajnu v létě 634 poražen. Poté, co Arabové zvítězili také v bitvě z Fálu, arabské jednotky vedené Chálidem ibn Valídem ještě téhož roku dobyly Damašek. Jako odpověď Byzantinci shromáždili největší síly, které se jim podařilo dát dohromady a pod velením nejlepších byzantských generálů, včetně Theodora Trithyria či Arména Vahana, aby se pokusili Araby vytlačit z jejich nově nabytých pozic. V roce 636 se odehrála bitva u Jarmúku. Arabové měli dokonale zmapovaný terén, přiměli Byzantince podniknout několik nákladných protiútoků a poté je vlákali do úzkého údolí mezi vysokými skalami do léčky, kde je posléze na hlavu porazili. Když císař Herakleios cestoval zpět z Antiochie do Konstantinopole, pronesl:
| „                                  | Mír s tebou, ó Sýrie, jaká to nádherná země je to pro nepřítele! | “ |
| — Herakleios, podle al-Baladhuriho |                                                                  |   |

Ztrátu Sýrie byzantský kronikář Jan Zonaras popisuje slovy:
| „             | „...od toho okamžiku rasa Išmaelitů neupustila od vpádů a plundrování celého území Římanů“. | “ |
| — Jan Zonaras |                                                                                             |   |

Roku 637 Arabové dobyli a obsadili také Jeruzalém, který chalífovi Umarovi vydal ortodoxní jeruzalémský patriarcha Sofronios. V létě 637 Arabové dobyli Gazu a v téže době byzantští vládcové v Egyptě s Araby za velké výkupné vyjednali mír, který trval tři roky. V době trvání příměří v Egyptě se Arabové zaměřili na byzantské pozice v severní Sýrii a útokem na Caesareu Maritimu a dobytím Askalonu konečně završili dobývání Palestiny. V prosinci 639 muslimové vytáhli z Palestiny na Egypt, kam vpadli počátkem roku 640.

### Arabské dobytí severní Afriky: 639–717

#### Dobytí Egypta a Kyrenaiky

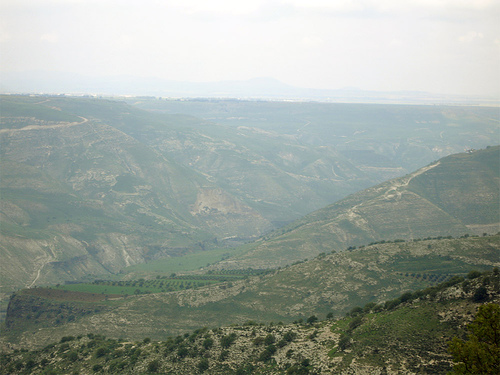
Bitevní pole u Jarmúku v současnosti

Antiochie a severní Sýrie dočasně zůstala pod byzantskou správou, ale v době Herakleiovy smrti, v letech 647–648, padla celá Sýrie a Egypt do muslimských rukou. Naprostá většina měst nekladla Arabům žádný odpor a překvapivě dokonce i velkoměsto jako Antiochie se bránilo jen velmi slabě.
Společně s vojskem čítajícím asi 3500–4000 vojáků překročil na přelomu let 639 a 640 Ámr ibn al-Ás Sinaj a vstoupil jako první muslimský vojevůdce do Egypta. Postupně se spojil s dalšími posilami, asi s armádou o síle 12 000 mužů vedenou al-Zubairem. Muslimové nejprve dobyli Babylón a poté vzali útokem Alexandrii. Byzantinci byli překvapeni tak rychlým arabským postupem i ztrátou tak rozsáhlých území a roku 642 přistoupili na kapitulaci Alexandrie. Pád Alexandrie ukončil byzantskou vládu v Egyptě a otevřel muslimům cestu k dalším vojenským akcím v severní Africe. V letech 643–644 Ámr ibn al-Ás dobyl oblast Kyrenaiky na východě dnešní Libye. V té se době Arabové zmocnili také Kypru.
Po smrti Umara I. se novým arabským chalífou stal Uthmán ibn Affán.
Přes mnohé porážky na souši si Byzantinci udržovali nad Araby námořní převahu a byzantské námořnictvo tak roku 645 bylo schopno Alexandrii dobýt zpět. Ale již následujícího roku po bitvě u Nikiú město znovu obsadili Arabové. Místní křesťanští Koptové Araby vítali jako osvoboditele stejně jako monofyzité v Jeruzalémě. Ztráta bohatých provincií na Blízkém východě Byzanc připravila o cenné zdroje pšenice, což zapříčinilo nedostatek chleba v celé říši a ovlivnilo dodávky potravin pro byzantská vojska na celá další desetiletí.

#### Dobytí zbylých byzantských teritorií v severní Africe
Roku 647 arabská armáda vedená Adballáhem ibn al-Sa’adem vtrhla do byzantského Afrického exarchátu. Arabové dobyli oblast Tripolska a následně se přesunuli do Sufetuly ležící asi 150 kilometrů jižně od Kartága. Bývalý zdejší byzantský místodržící, patrikios Gregorios, byl zabit. Poté, co Gregoriův nástupce Gennadios přislíbil vyplatit Arabům 300 000 solidů, stáhly se Abdalláhovy pěší jednotky zpět do Egypta.
Poté následovala první občanská válka uvnitř arabského impéria, kdy se k moci dostal první člen rodu Umajjovců Mu'ávija I. Za Umajjovců byly Araby dobyty poslední byzantské výspy v severní Africe. Krátce poté, co Arabové získali své vlastní námořnictvo, byly schopni dostat se přes rozsáhlé oblasti Maghrebu a pod velení berberského generála Taríka ibn Zijáda přes Gibraltarskou úžinu podniknout invazi do Vizigótské říše v Hispánii. Arabové si nezbytnost námořní síly dobře uvědomovali a s nové vybudovaným loďstvem již roku 655 rozdrtili byzantské námořnictvo pod osobním velením císaře Konstanta II. u Lýkijského pobřeží a muslimové následně obsadili Rhodos.

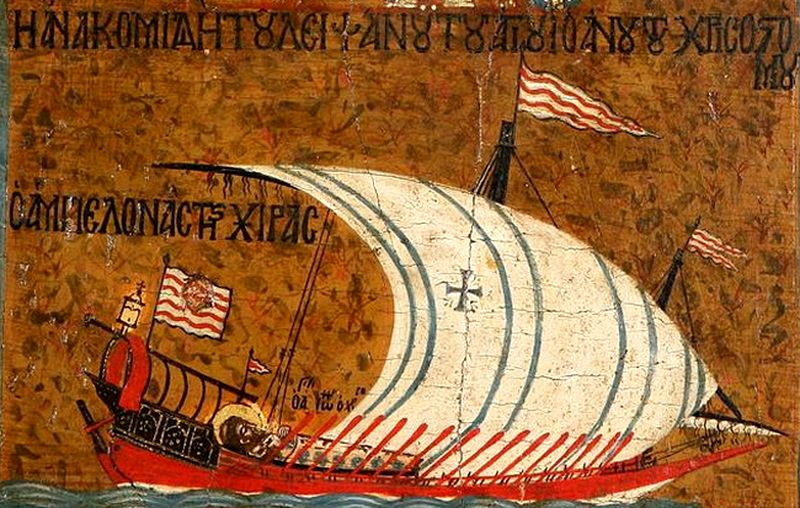
Byzantská freska znázorňující dromón. Byzanc byla v 7. století ve Středomoří dominantní námořní velmocí

Mu'ávija začal upevňovat arabskou moc od Aralského jezera na východě až po západní hranice Egypta. Sídelní město pro egyptského místodržícího nechal vybudovat v al-Fustatu. Roku 652 začali muslimové pod jeho vedením pořádat nájezdy na Sicílii a roku 663 také do Anatolie. Později se v letech 665–689 uskutečnila další muslimská kampaň v severní Africe kvůli ochraně Egypta, který byl „z boku pod útokem z byzantské Kyrény“. 40 000-ové arabské vojsko obsadilo Barcu a porazilo 30 000-ovou byzantskou armádu.
Desetitisícové arabské vojsko pod velením Ukby ibn Náfího vytáhlo z Damašku na podporu arabského tažení. Roku 670 byl v Tunisku vybudován Kairuan jako základna pro další vojenské operace; později se Kairuan stal i hlavním městem islámské provincie Ifriqiya a jedním z nejvýznamnějších center arabské islámské kultury ve středověku. Ibn Náfí se při svém postupu dostal až do srdce země, přešel poušť, kde jeho nástupci vybudovali velkolepá města, například Fès, a pronikl až k Atlantskému oceánu a okraji Saharské pouště. Při svém tažení Maghrebem ovládl přístavní města Budžája a Tanger, čímž definitivně rozbil to, co kdysi zbývalo z římské provincie Mauretania Tingitana, a kde také svůj postup konečně zastavil. Historik Luís García de Valdeavellano napsal:
| „                                                  | Během svého tažení proti Byzantincům i Berberům arabští vůdci značně rozšířili své africké panství a to tak rychle, že když Ukba dosáhl roku 682 pobřeží Atlantiku, nebyl schopen udržet pozice v Tangeru a mužem, jenž se do historie zapsal jako legendární hrabě Julián, byl donucen obrátit se zpět k pohoří Atlas | “ |
| — Luís García de Valdeavellano, Historia de España | |   |

Navíc, jak píše Edward Gibbon:
| „                                                                        | ...tento mohamedánský Alexander, který toužil po mnoha nových světech, nebyl schopen ubránit své nedávno dobyté zisky. Kvůli všeobecnému odporu Řeků a Afričanů byl odvolán od atlantského pobřeží. | “ |
| — Edward Gibbon, The History of the Decline and Fall of the Roman Empire | |   |

Ukbovy síly neměly daleko ke vzpouře a v jedné bitvě byl Ukba ibn Náfí obklíčen vzbouřenci a zavražděn. Poté, třetí africký guvernér Zuhejr byl svržen velikou byzantskou armádou vyslanou z Konstantinopole císařem Konstantinem IV. na pomoc Kartágu. Mezitím v Arábii a Sýrii zuřila druhá občanská válka, což vyústilo ve vládu čtyř chalífů vládnoucích v období mezi smrtí Mu'áviji I. roku 680 a nástupem Abd al-Malika o pět později. Válka pokračovala až do roku 692, kdy zemřel vůdce povstalců Abdalláh ibn al-Zubajr.

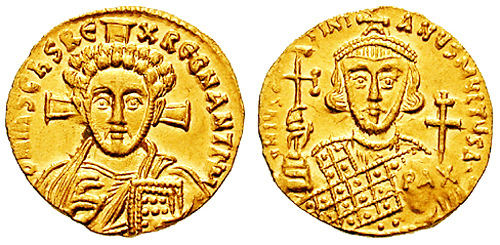
Ačkoliv vláda císaře Justiniána II. byla velmi bouřlivá, ne svých mincích měl vyobrazeno tradiční latinské PAX – mír

Války císaře Justiniána II. s musily, posledního císaře Herakleiovské dynastie, „odrážely všeobecný chaos té doby“. Po úspěšném tažení na východ uzavřel Justinián s Araby mír, který Byzantincům přiřkl oblasti Arménie, východní (kavkazské) Iberie a Kypru; nicméně Justinián nechal přemístit 12 000 křesťanských maronitů z jejich domovů v dnešním Libanonu a odstranil tak hlavní překážku Arabům v Sýrii. Roku 692 po katastrofální bitvě u Sebastopole muslimové dobyli celou Arménii. Justinián II. byl roku 695 sesazen a téhož roku Arabové za námořní podpory Kartágo, které po tříletém obléhání bylo dobyto a vítězi zničeno. Ztráta pozic v Africe pro Byzantskou říši znamenala konec námořní dominance v západním Středomoří a stala se výzvou pro arabská loďstva operující ze základen v Tunisku. V letech 705–711 znovu vládl Justinián II., který se zmocnil svého trůnu nazpět, ale Justiniánova druhá vláda se vyznačovala dalšími arabskými postupy v Anatolii a občanskými nepokoji. Říká se, že Justinián nařídil popravit celou jednotku, která ho jako jediná neopustila v jedné bitvě, aby tak dal výstrahu dalším před dezercemi.

### Útoky na Konstantinopol

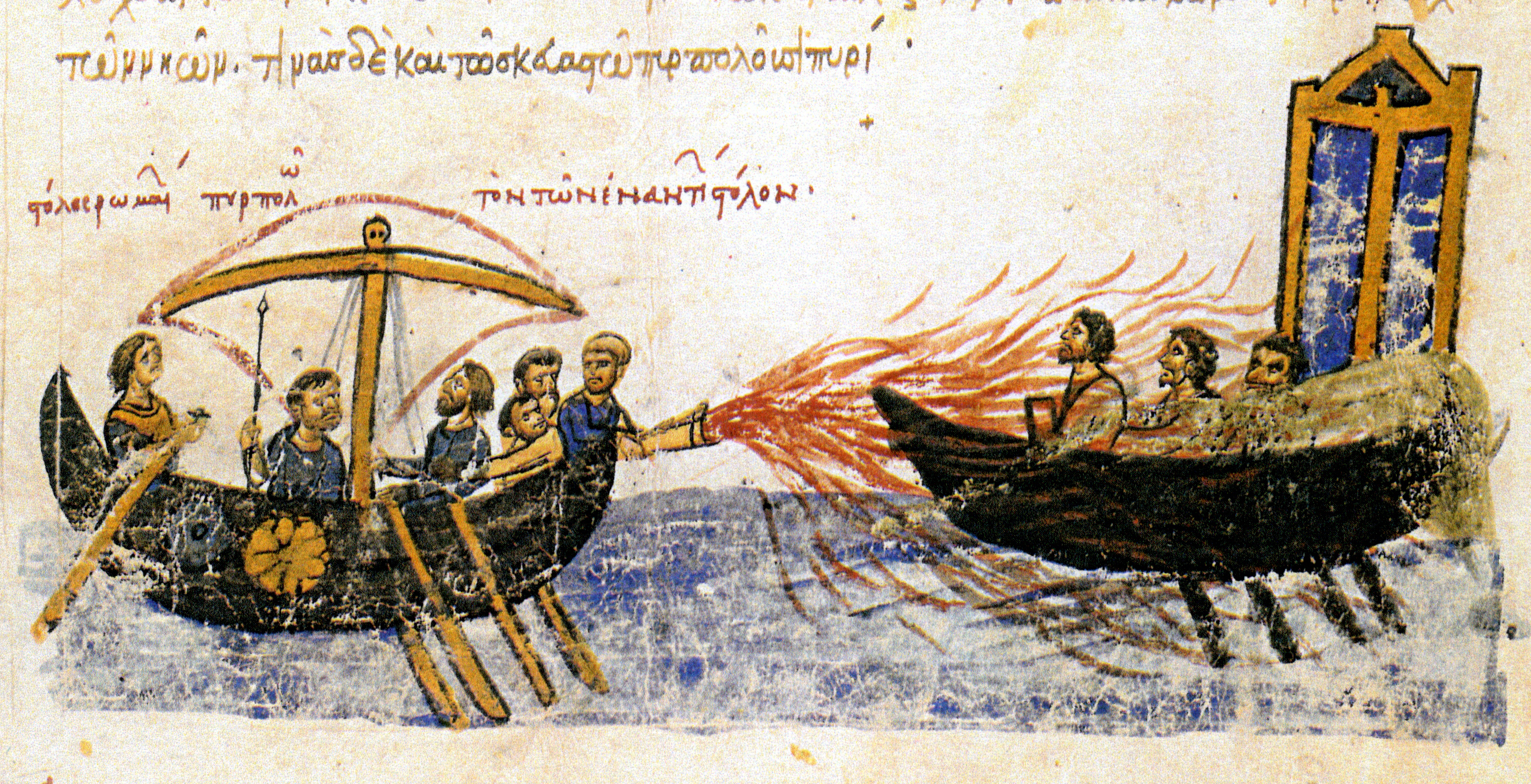
Řecký oheň využitý poprvé v byzantsko-arabských válkách na miniatuře Jana Skylitza, 11. století

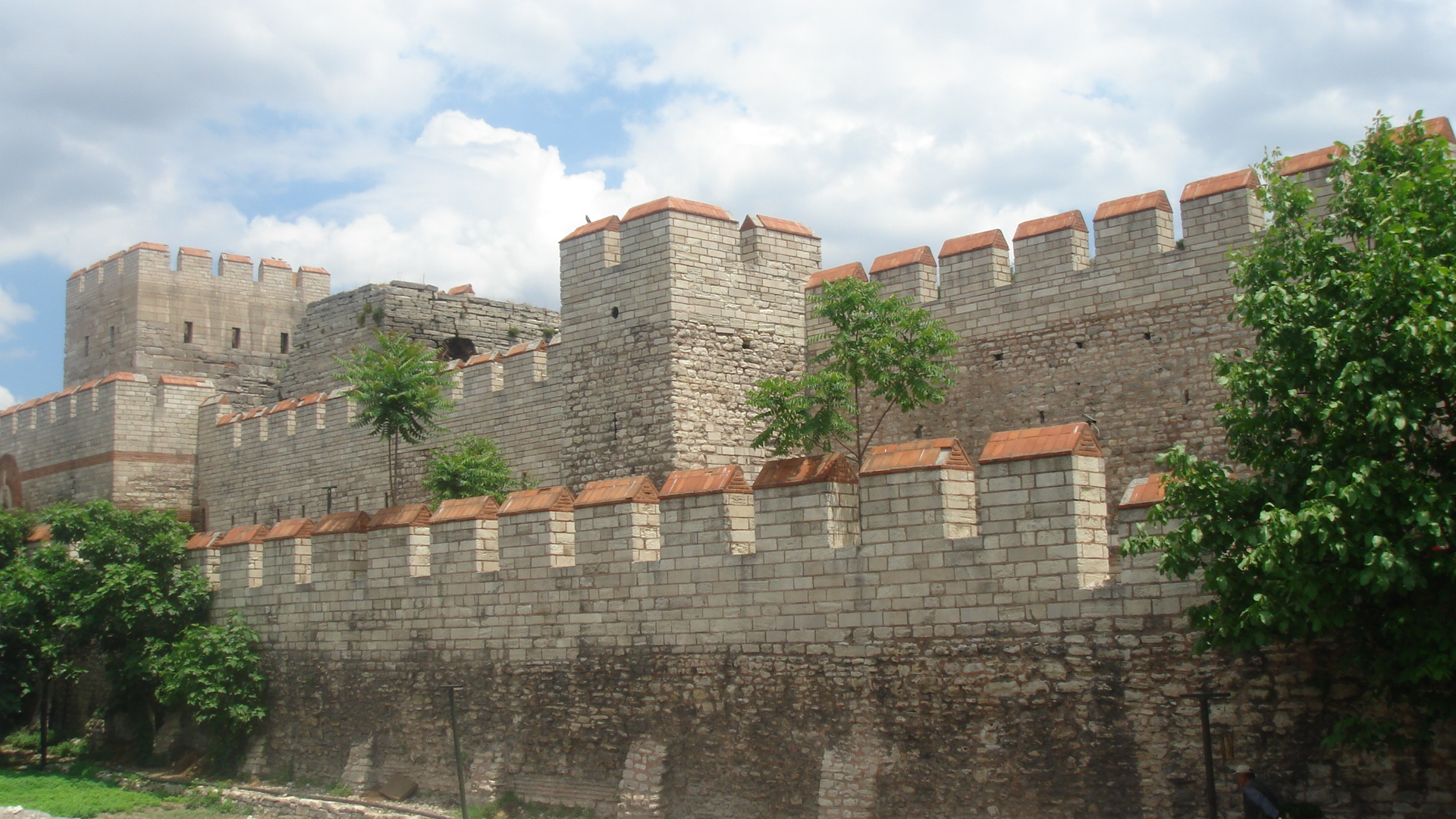
Rekonstruovaná část Thedosiánských hradeb u Selymbrijské brány. Viditelné jsou vnější zdi a zdi u vodního příkopu s věží na vnitřních hradbách na pozadí

Roku 674 umajjovský chalífa Mu'ávija oblehl Konstantinopol. V této bitvě nebyli Arabové schopni překonat Theodosiánské hradby. Nicméně s blížící se zimou byli obléhatelé nuceni stáhnout se na 130 kilometrů vzdálený ostrov.
Nicméně před obléháním asyrský křesťanský uprchlík jménem Kallinikos (latinizovaně Callinicus) z Heliopole pro Byzantskou říši vynalezl novou zničující zbraň později známou jako „řecký oheň“. V roce 667 byzantské námořnictvo novou zbraň vyzkoušelo v bitvě u Syllaea v Marmarském moři a drtivě porazilo umajjovské loďstvo; Arabové následujícího roku ukončili obléhání města. Mezi padlými, kteří zemřeli při obléhání Konstantinopole, dnešní městské části Eyüp, byl i Mohamedův posel, poslední z jeho přeživších druhů. Dodnes muslimové jeho hrob považují za jedno z nejsvětějších míst v Istanbulu. Byzantské vítězství zastavilo arabský postup do Evropy na téměř třicet let.
Počáteční konflikt se ještě přiostřil za vlády byzantského císaře Leona III. a umajjovského chalífy Umara ibn Abd al-Azíze, po druhém arabském obléhání Konstantinopole v letech 717–718. Postup arabských pozemních jednotek vedených Maslamou se zastavil o konstantinopolské hradby právě když Byzantincům dorazili na pomoc bulharští spojenci a arabské loďstvo bylo poraženo díky řeckému ohni:
| „                            | Maslama muslimy seřadil do linie (nikdy jsem nespatřil tak dlouhou) s mnoha oddíly. Leon, autokrat rûmský, seděl na věži konstantinopolské brány. Seřadil pěší vojáky do dlouhé linie mezi zeď a moře naproti pobřeží ovládaného muslimy. Ukázali jsme sílu v tisících lodí, lehkých lodí, velkých lodí s náklady egyptských plachet atd., a galér s bojujícími muži... Umar a někteří další z lodí se obávali postupu proti ústí přístavu, obávajíce se o své životy. Když to Rûmští spatřili, galéry a lehké lodě vyrazily z ústí přístavu naproti a když se jedna z nich se dostala k nejbližší muslimské lodi, shodili na ni své lodní háky s řetězy a odvlekli je i s posádkou do Konstantinopole. Ztratili jsme odvahu. | “ |
| — Ibn Asakír, Dějiny Damašku | |   |

## Pozdější střety
Primárně byl konflikt ukončen obléháním Konstantinopole roku 718 a ačkoliv konflikty pokračovaly až do 11. století, arabské územní zisky již byly omezené. Muslimské pokusy o ovládnutí Anatolie nevedly k výsledku až do invaze seldžuckých Turků.

### Spor o ikony
Mezi důsledky byzantsko-arabských válek patřily smíšené náboženské a občanské nepokoje odehrávající se přímo v srdci Byzance. Iconomachia, či války o ikony začaly roku 726 ediktem císaře Leona III., kterým nařídil krucifix nahradit prostým křížem, čímž rozpoutal spor o ikonoklasmus. Záznamy naznačují, že nejméně jeden důvod odstranění krucifixu mohly být vojenské zvraty ve válce s muslimy, a pak také erupce na vulkanickém ostrově Théra, který Leon považoval za Boží trest za ikonodulii, kterou uznávala církev. A zatímco Leon vedl válku s Araby, zaznamenal, že přísné arabské hodnoty zakazují zobrazování náboženských motivů jako idolatrii a věřil, že Byzanc by následováním tohoto příkladu mohla znovu nabýt úspěchů. Svůj krok císař nekonzultoval s církví a byl proto překvapen širokým lidovým odporem, na něž narazil.

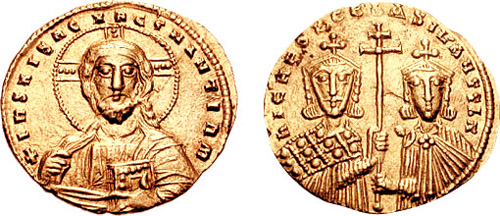
Nikeforos II. a jeho nevlastní syn Basileios II. Za vlády Makedonské dynastie se Byzanc znovu stala velmocí a znovudobyla mnohá ztracená území

Roku 732 Leon vyslal byzantské námořnictvo, aby znovudobylo Ravennu a zatklo papeže Řehoře III. za ignorování císařova ediktu. Nicméně loďstvo se při cestě Jaderským mořem potopilo, vzniklý spor tak uhašen nebyl. Spor o ikony oslabil Byzantskou říši a stal se klíčovým faktorem ve schismatu mezi konstantinopolským patriarchou a římským biskupem. Mezitím Leonův syn Konstantin V. v letech 750 až 770 podnikl sérii vojenských výprav proti Bulharům i Arabům ve snaze nabýt zpět značné územní ztráty.
V Byzantské říši vypukla občanská válka mezi příznivci ikonodulie a ikonoklasmu, mnohdy s podporou Arabů. S podporou chalífy al-Má'múna, podnikli Arabové pod velením Tomáše Slovana invazi do Byzance a během několika měsíců v Anatolii zůstala pouze dvě themata loyální císaři Michaelovi II. Když Tomáš však obsadil Soluň, druhé největší město říše, byli Byzantinci oddaní císaři schopni ji rychle dobýt nazpět. V roce 821 Tomáš napadl i hlavní město Konstantinopol, jeho jednotky však nepronikly skrze městské hradby a nakonec byly donuceny ustoupit.

### Anatolie, Kréta a Sicílie
Arabové se však nevzdali svých plánů na ovládnutí Anatolie. Roku 838 provedli další tažení a v roce 843 dobyli město Amorion. Rozpolcenost uvnitř Byzantské říše, spolu se špatnými vztahy se Západem zapříčinila roku 824 i pád Kréty do rukou Arabů. Sicílie byla postupně ztracena v období dlouhém 75 let. Díky muslimským námořním základnám v Tunisku mohli Arabové začít s invazemi na Sicílii a postupně ji dobývat; roku 831 padlo Palermo, roku 842 Messina a v roce 859 i Enna.

### Byzantská obnova

Itálie kolem roku 1000

Nicméně náboženský mír, stejně jako znovu silná a jednotná pozice Byzantské říše přišla až roku 867 s nástupem Makedonské dynastie, zatímco Abbásovský chalífát byl naopak roztříštěn mezi různé zájmové frakce. Vláda císaře Basileia I. znovu navrátila Byzantské říši její pozice regionální mocnosti a byla ve znamení územní expanze v Itálii i na Východě, což říši činilo silnějším faktorem vůči Evropě a byzantská vláda rovněž udržovala dobré vztahy s papežstvím. Basileios uzavřel spojenectví s římským císařem Ludvíkem II. namířené proti Arabům, jehož loďstvo tak vyčistilo Jaderské moře od arabských pirátů. S Byzantskou pomocí roku 871 Ludvík dobyl od Arabů italský přístav Bari, který se o pět let později stal byzantským územím. Na druhou stranu byzantská pozice na Sicílii se hroutila; roku 878 se přístav Syrakusy dostal pod vládu Sicilského emirátu, v roce 900 padla Catania a poslední byzantská država na ostrově byla Araby dobyta o dva roky později. Sicílie zůstala plně pod arabským vlivem až do normanské invaze roku 1071.
Ačkoliv většina Sicílie byla pro Byzanc ztracena, naopak na italské pevnině Byzantinci zaznamenali úspěch; generál Nikeforos Fokas starší roku 880 ovládl přístav Tarento a většinu themat Langobardie a Kalábrie. Krétu Byzantinci znovudobyli roku 960 a drželi ji až do roku 1204, kdy padla do rukou Benátčanům v rámci čtvrté křížové výpravy. Úspěch na Apeninském poloostrově otevřel dveře nové éře byzantského panství v Itálii, zejména díky vybudování silné byzantské námořní přítomnosti ve Středomoří a především v Jaderském moři.

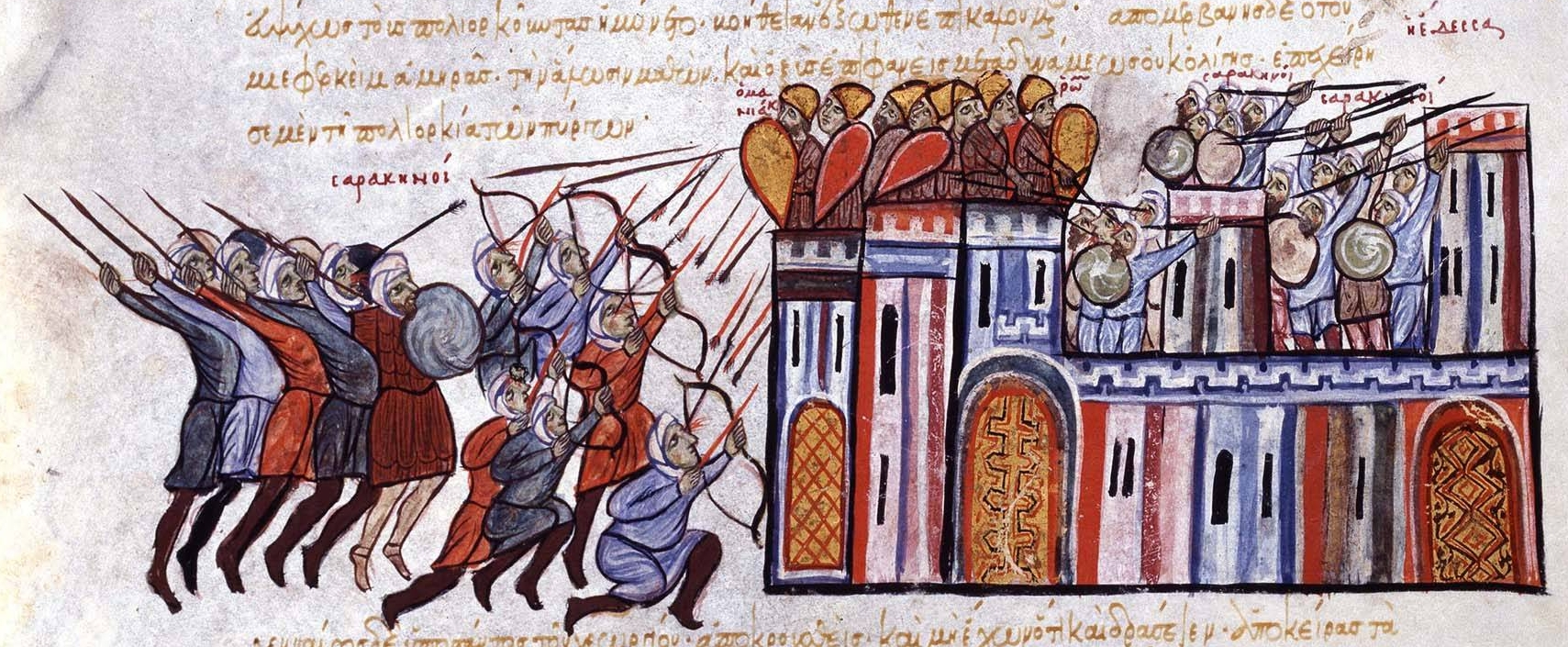
Byzantinci dobývají Edessu. Byzantinci byli schopni podniknout daleké tažení do nitra Sýrie a mnohé místní vládce podrobit jako vazaly říše

Poté, co byzantský císař Basileios II. skoncoval s vnitřními spory, uspořádal roku 995 se 40 000 armádou vojenskou výpravu proti Arabům. Byzantské občanské války oslabili vliv Byzance na východě a území, jež dobyli císařové Nikeforos II. a Jan I. Tzimiskes byly téměř ztraceny; Aleppo bylo obleženo a byzantská území s centrem v Antiochii byly vážně ohroženy. Basileios v Sýrii zvítězil v několika bitvách, zachránil Aleppo a dokázal vojensky pronikat dále na jih. Ačkoliv již neměl síly na dobytí Palestiny a Jeruzaléma, jeho vítězství zajistila Byzanci kontrolu nad většinou Sýrie, včetně velkých měst v čele s Antiochií, sídlem patriarchy. Žádný císař od dob Herakleia nebyl schopen držet tato východní území po delší dobu. Sice již roku 998 byli Byzantinci z Antiochie Araby poraženi, ale císař osobně rychle podnikl protiútok a napadl arabské území v údolí řeky Orontes. Ačkoliv jeho útok nebyl úspěšný, válka roku 1001 skončila stabilním příměřím, které vydrželo až do roku 1016. Roku 1025 se Byzantská říše znovu rozkládala řeky Dunaj na západě až po Eufrat na východě.
Za vlády Basileia II. Byzantinci na východních hranicích zřídili nový pás themních jednotek sahajících od Aleppa, které bylo byzantským protektorátem na severovýchodě až k Mantzikertu. Říše dosáhla největšího územního rozmachu za posledních pět set let od dob císaře Justiniána I. na následující čtyři staletí.

## Epilog

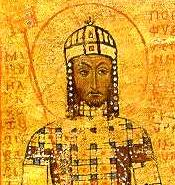
Byzantský císař Manuel I.
(Kodex z roku 1178)

Byzantsko-arabské války se přiblížily ke svému konci s příchodem Turků a různých mongolských nájezdníků na Blízký východ, kteří vytlačili Araby. V 11. a 12. století byzantské války směřovaly především ke konfliktům se Seldžuky. Po porážce byzantského vojska v bitvě u Mantzikertu Turky ztratila Byzanc kontrolu nad rozsáhlými oblastmi v Anatolii. Později se s pomocí první křížové výpravy Byzantské říši podařilo část ztracených území získat zpět, stejně jako její pozici velmoci v oblasti východního Středomoří. Mezitím se většina válek vedených Araby přesunula na křižácké státy v Levantě a později na mongolské nájezdníky, zejména Ílchanát v Persii, Zlatou hordu a říši Tamerlánovu.

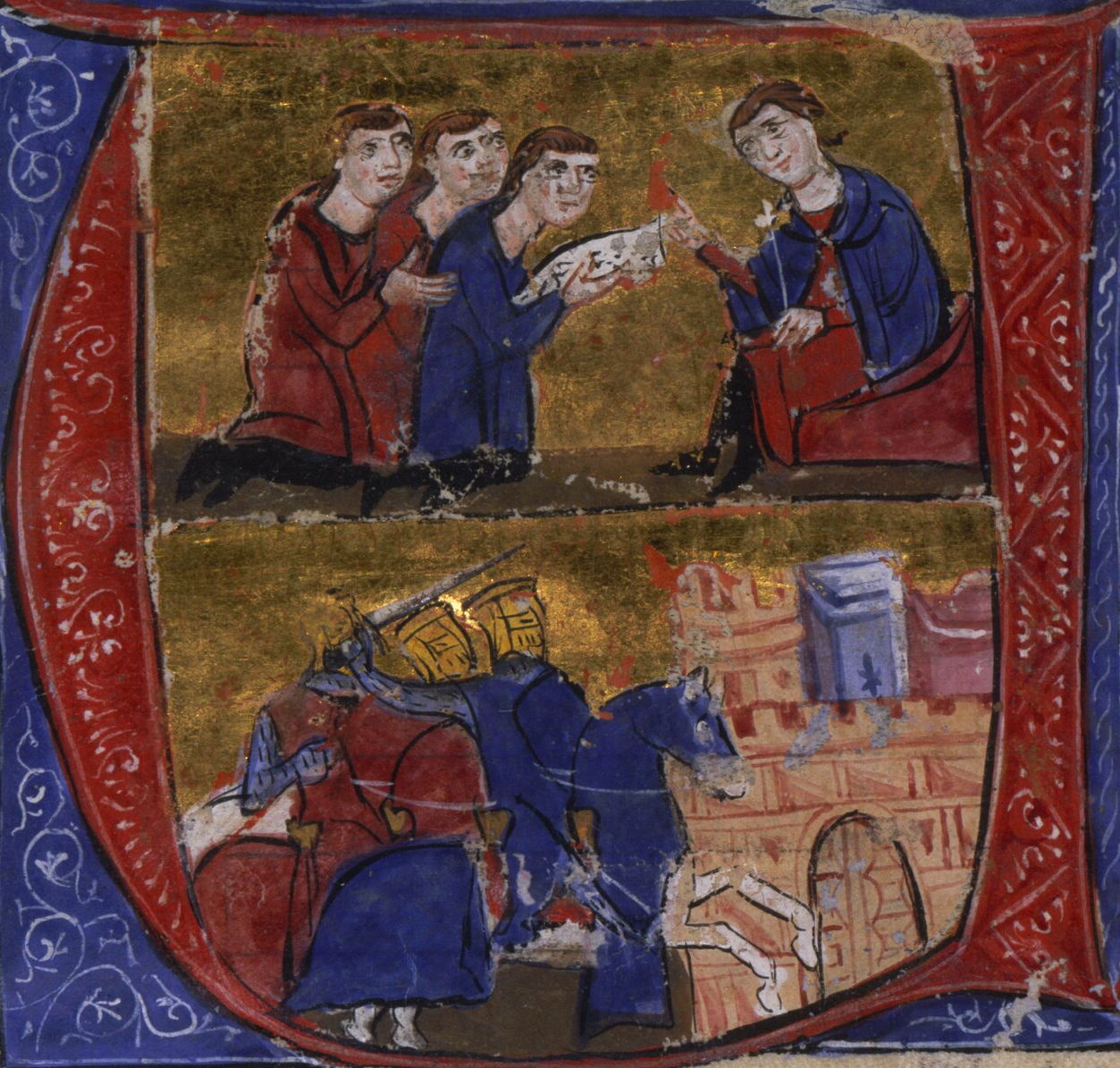
Nahoře: Jeruzalémští vyslanci v čele s králem Amaurym u císaře Manuela v Konstantinopoli
Dole: Útok křižáků na egyptské město Pelusium

Po druhé křížové výpravě jeruzalémský král Balduin III. dobyl roku 1153 egyptský Askalon. Jeho nástupce Amaury I. v 60. letech 12. století podnikl pět vojenských tažení do Egypta. Byzantský císař Manuel I. sledoval vstřícnou politiku vůči západní Evropě a zejména vůči křižáckým státům, které se snažil co nejvíce připoutat k Byzanci, což stvrdil i sňatkem s antiochijskou princeznou Marií. Naopak král Amaury se pro utvrzení byzantsko-jeruzalémského spojenectví oženil s Manuelovou praneteří Marií. Roku 1168 byla jeruzalémským vyslancem Vilémem z Tyru vyjednána smlouva o byzantské námořní pomoci při další z křižáckých expedic do Egypta. Následujícího roku se byzantské loďstvo skutečně účastnilo Amauryho útoku proti egyptské Damiettě. Manuelovou strategií bylo užívat křižáckých států jako nástroj byzantské politiky na Východě a jeho pomoc se měla stát okázalou demonstrací byzantské moci. Protože v Egyptě byla svržena dynastie Fátimovců a moci se chopil válečník Saladin, služebník syrského sultána Núr ad-Dína, Manuel toto považoval za porušení rovnováhy sil na Blízkém východě mezi Egyptem, Byzancí, křižáky a Núr ad-Dínem. Společné křižácko-byzantské dobytí Egypta by znamenalo upevnění pozice křižáků ve Svaté zemi a pro Byzanc obnovení dodávek obilí z bohatého Egypta.
Pro invazi křižácko-byzantských sil se počítalo s podporou koptských křesťanů, kteří žili pod muslimskou vládou již pět staletí. Jenže během předchozího křižáckého vpádu roku 1168, při kterém křižáci v deltě Nilu rozpoutali rozsáhlý masakr Koptů a ti tak pojali značnou nedůvěru k latinským křižákům a podporovat je nadále odmítali. Navíc selhávala během obléhání Damietty spolupráce mezi Byzantinci a křižáky; byzantské námořnictvo, které celý rok čekalo na Kypru na mobilizaci jeruzalémského vojska, spotřebovalo své zásoby a křižáci se o své podělit nechtěli, také se rozcházeli názory jeruzalémského krále Amauryho I. a byzantského admirála Andronika Kontostefana na obléhání města. Město stále vzdorovalo a s příchodem zimy bylo obléhání ukončeno, křižáci se stáhli zpět do Palestiny a loďstvo se vydalo zpět do Konstantinopole. U břehů Palestiny však lodě překvapila bouře, mnoho se jich potopilo a do Konstantinopole jich nakonec doplulo velmi málo. Navzdory katastrofě, jakou porážka u Damietty byla, zůstalo spojenectví mezi Byzantskou říší a Jeruzalémským královstvím v platnosti.
Mezitím seldžucký sultán Kilič Arslan II. v Anatolii upevňoval svou pozici a zbavoval se svých rivalů. Poměr sil se ve východním Středomoří změnil a Manuelova porážka v Egyptě na Byzanc doléhala ještě dlouho po jeho smrti. Roku 1174 zemřel sultán Núr ad-Dín, o několik měsíců později následovaný králem Amaurym. Když Núr ad-Dín zemřel, Kilič Arslan okamžitě využil mocenského vakua k uskutečnění vlastních ambicí. Jeho úspěch byl tak očividný, že se ho začal vážně obávat i císař Manuel a tak proti sultánovi roku 1176 vytáhl s velikou a dobře vybavenou byzantskou armádou. Turci se Byzantincům postavili u Myriokefala, kde císařskou armádu na hlavu porazili. Tato katastrofální porážka znamenala konec byzantského velmocenského postavení a říše byla definitivně vyřazena z politického dění na Blízkém východě. Roku 1180 Manuel zemřel a s ním i poslední císař ochotný ke spolupráci a vstřícné politice vůči Evropanům.

## Důsledky

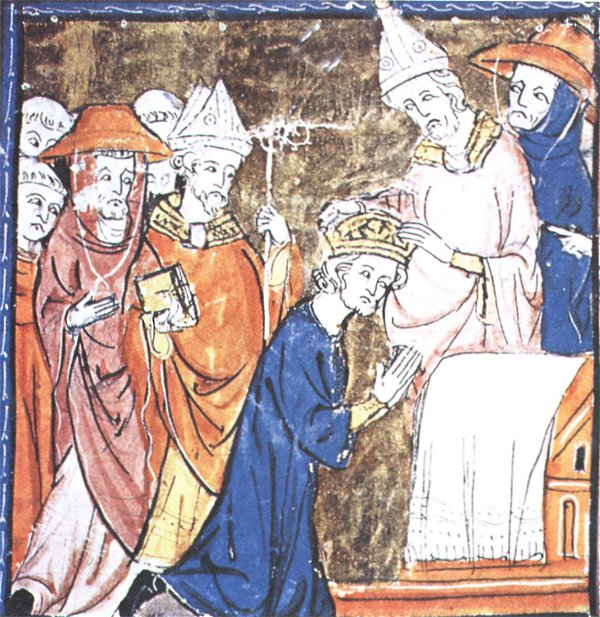
Korunovace Karla Velikého římským císařem, středověký rukopis; byzantsko-arabské války ve středověké Evropě poskytly podmínky pro vývoj feudálního zřízení

Jako mnohé války takového trvání, měly zdlouhavé byzantsko-arabské války dlouhotrvající následky jak pro Byzanc, tak pro muslimské státy. Byzantská říše během válek ztratila mnohá území, jež nikdy nedobyla nazpět, zatímco Arabové získali kontrolu nad zeměmi Blízkého východu a Afriky. Ohnisko byzantských zájmů se tak od územních zisků císaře Justiniána I. na Západě přesunulo především na obranu ohrožených východních hranic říše. Bez byzantských zásahů v rodících se evropských středověkých křesťanských státech situace poskytla obrovský impuls feudalismu a ekonomice soběstačnosti.
Moderní historikové za jeden z důsledků válek mezi Byzantinci a Araby považují vyostření vztahů mezi Konstantinopolí a Římem. Zatímco Byzantinci bojovali s Araby, nebyli naopak schopni zajistit ochranu Římu, kterou již před tím papežství jednou nabídli; situace se stále zhoršovala a podle historika Thomase Woodse se císařové „stále vměšovali do života církve i v oblastech, které jasně ležely za pravomocí státu“. Spor o ikony v 8. a 9. století se také stal klíčovým faktorem, který, podle Normana Daviese, „vehnal latinskou církev do náruče Franků“. Z toho se později vyvinula polemika, zda Karel Veliký byl jen vedlejším produktem islámské expanze; belgický historik Henri Pirenne napsal:
| „               | Franská říše by pravděpodobně nikdy neexistovala bez islámu a Karel Veliký by bez Mohameda byl nemyslitelný. | “ |
| — Henri Pirenne | |   |

Svatá říše římská vybudovaná na Západě nástupci Karla Velikého se za vlády Ludvíka II., i později v dobách křížových výprav, stala spojencem Byzance. Nicméně vztahy mezi těmito dvěma říšemi zůstávaly napjaté; díky Salernské kronice (Chronicon Salernitanum) je známo, že císař Basileios poslal ostrý dopis svému západnímu protějšku, kde mu vyčetl uzurpaci císařského titulu. Basileios připomínal, že franští vládcové jsou pouze králové a každý národ má svůj vladařský titul, zatímco císařskou hodnost může nést pouze vládce východních Římanů, tedy sám Basileios.

## Historiografie a další prameny

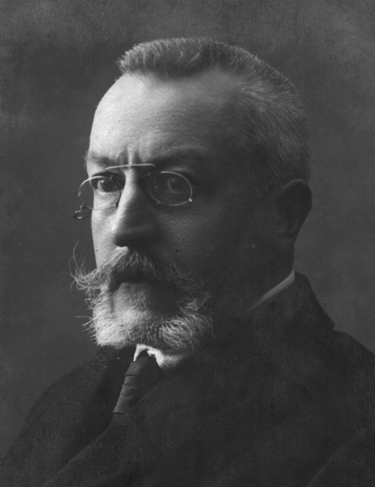
Belgický historik Henri Pirenne

Podle Waltera Emila Kaegiho se arabské zdroje vyznačující záhadností a protiklady. Některé nearabské prameny jsou rovněž problematické, například kronika Theofana Vyznavače či císaře Nikefora I., psané v syrštině, které mají sklon k podávání krátkých a kusých informací. Některé zdroje arménského historika Sebea se rovněž objevují psané syrsky. Mezi latinské prameny těchto událostí patří Historia Francorum ze 7. století a poté dvě španělské kroniky pocházející z 8. století, všechny čerpající ze starších byzantských a orientálních zdrojů.
Rovněž existuje celá řada byzantských nehistorických dokumentů, od papyrů až po kázání (z nichž nejvýznamnější jsou kázání Sofronia z Jeruzaléma a Anastasia Sinaita), poezii (Sofroniovu a Jiřího z Pisidie), korespondenci často patristického původu, apologetická pojednání, zjevení, hagiografie, vojenské příručky (zvláště pak Maurikiův Strategikon z počátku 7. století) a další neliterární zdroje, stejně jako různé nápisy, archeologické a numismatické nálezy. Žádný z těchto zdrojů neobsahuje souvislou zmínku o muslimské expanzi, ale mnohé obsahují neocenitelné detaily, které se nikde jinde nedochovaly.